# Hilde Eynikel
Hilde Eynikel (Aalst, 1949) is een Belgische schrijfster, scenariste, journaliste, slaviste en doctor in de Moderne Geschiedenis. Haar doctoraatstitel behaalde zij aan de KU Leuven. Eynikel schreef een studie over pater Damiaan, een Vlaamse missionaris, bekend voor zijn werk voor leprapatiënten en eveneens over dokter Frans Hemerijckx.

## Gepubliceerd werk
- Een ceder in de rotsen, de Boekerij 1980, ISBN 978-90-1003-277-5
- Beiroet, Standaard Uitgeverij 1986, ISBN 978-90-0215-695-3
- Microgolf kookboek, Standaard Uitgeverij 1987, ISBN 978-90-0215-275-7
- Het grote handboek voor de goede keuken, Tririon 1991, ISBN 978-90-6152-746-6
- Het zieke paradijs - de biografie van Damiaan, Standaard Uitgeverij 1993, 978-90-0219-436-8
- Damiaan - de definitieve biografie, Davidsfonds 1999, ISBN 978-90-5826-004-8
- Onze Kongo, Davidsfonds 1997, ISBN 90-6152-986-7
- Over ‘Gastons Oorlog’. Het ware verhaal van een omstreden verzetsman, Davidsfonds 1997, ISBN 90-6152-987-5
- Limbo, 1999
- Spreekuur onder een boom - lepradokter Frans Hemerijckx 1902-1969, Davidsfonds 2002, ISBN 978-90-5826-185-4
- Mrs. Livingstone - een biografie, Davidsfonds 2005, ISBN 978-90-5826-347-6
- Stigma, Houtekiet 2008, ISBN 978-90-5240-925-2
- Hotel Molokai, Lannoo 2009, ISBN 978-90-209-8312-8
- De man die de wereld in brand moest steken, Davidsfonds 2014, ISBN 978-90-5908-545-9